# Saint-Étienne-de-Chigny
Saint-Étienne-de-Chigny är en kommun i departementet Indre-et-Loire i regionen Centre-Val de Loire i de centrala delarna av Frankrike. Kommunen ligger i kantonen Luynes som tillhör arrondissementet Tours. År 2022 hade Saint-Étienne-de-Chigny 1 595 invånare.

## Befolkningsutveckling
Antalet invånare i kommunen Saint-Étienne-de-Chigny
Referens:INSEE